# Verdun-en-Lauragais
Verdun-en-Lauragais é uma comuna francesa na região administrativa de Occitânia, no departamento de Aude. Estende-se por uma área de 20,21 km². Em 2010 a comuna tinha 283 habitantes (densidade: 14 hab./km²).